# Omar Pérez (Fußballspieler, I)
Omar Pérez war ein uruguayischer Fußballspieler.

## Karriere

### Verein
Omar Pérez spielte mindestens 1919 für die Montevideo Wanderers in der Primera División.

### Nationalmannschaft
Pérez war Mitglied der A-Nationalmannschaft Uruguays. Er gehörte dem Kader der Celeste bei der Südamerikameisterschaft 1919 in Brasilien an, bei der Uruguay den zweiten Platz belegte. Im selben Jahr gewann er mit Uruguay die Copa Newton und die Copa Gran Premio de Honor Uruguayo. In diesen beiden Spielen gegen die argentinische Auswahl kam er jeweils zum Einsatz und erzielte bei der Copa Gran Premio de Honor Uruguayo beim 4:1-Sieg das zwischenzeitliche 2:0.

### Erfolge
- Copa Newton: 1919
- Copa Gran Premio de Honor Uruguayo: 1919